# Liste der Erzbischöfe von Vienne
Die folgenden Personen waren Bischöfe und Erzbischöfe von Vienne (Frankreich):
- Heiliger Crescentius
- Heiliger Zacharias
- Heiliger Martin
- Heiliger Verus I.
- Heiliger Justus
- Heiliger Dionysius
- Heiliger Paracodus ca. 235
- Heiliger Verus II.  ca. 314
- Heiliger Nectarius  ca. 356
- Heiliger Florentius I. ca. 374
- Heiliger Lupicinus
- Heiliger Simplicius ca. 400–ca. 420
- Heiliger Paschasius
- Heiliger Claudius  ca. 440
- Heiliger Nizier  ca. 449 (erster Erzbischof)
- Heiliger Florentius II.
- Heiliger Mamertus  ca. 462–† 475 oder 476
- Heiliger Isicius I.  476–?
- Heiliger Avitus (494–518)
- Heiliger Julian ca. 520–ca. 530
- Heiliger Domnin
- Heiliger Pantagathius ca. 538?
- Heiliger Isicius II. ca. 545–ca. 565
- Heiliger Naamat  † 559
- Heiliger Philipp ca. 567–ca. 580
- Heiliger Evancius ca. 580–586
- Heiliger Verus III. 586–ca. 590
- Heiliger Desiderius  595–ca. 603
- Heiliger Domnolius 603–620?
- Heiliger Etherius
- Heiliger Clarentius
- Heiliger Syndulphus
- Heiliger Landalenus ca. 625–ca. 650
- Heiliger Edictus
- Heiliger Caldeoldus ca. 650–ca. 665
- Heiliger Bobolinus I.
- Heiliger Deodatus
- Heiliger Blidramnus  ca. 675–ca. 680
- Heiliger Agrat  ca. 690
- Heiliger Georg ca. 699
- Heiliger Éoalde ca. 700–ca. 715
- Heiliger Bobolinus II.  718?
- Heiliger Austrebert  719–ca. 742
- Heiliger Wilicaire  ca. 742–ca. 752
- Procule
- Bertéric  767–ca. 790
- Heiliger Ursion ca. 790–ca. 796
- Heiliger Wolfère (Wulfer)  ca. 797–810
- Heiliger Bernhard  ca. 810–ca. 841
- Agilmar  841–859
- Heiliger Ado 859–875
- Ottramne  876–ca. 885
- Barnoin (Bernoin)  886–ca. 899
- Rainfroi  899–907
- Alexander I.  908–926
- Sobon  927–950? (Haus La Tour-du-Pin)
- Heiliger Theobald I. ca. 970?–1001
- Seliger Burchard  ca. 1010–ca. 1030
- Léger  1030–1070
- Armand  1070–1076
- Warmond  1077–1081
- Gontard  1082–1084
- Guido von Burgund 1088–1119
- Peter I.  1121–1125
- Stephan I.  ca. 1125–ca. 1145
- Humbert I. D’Albon  1146–1147
- Hugo I.  ca. 1148–1155
- Stephan II.  ca. 1155–1163
- Guillaume de Clermont 1163–1166?
- Robert de La Tour du Pin  ca. 1170–1195
- Aynard de Moirans 1195–ca. 1205
- Humbert II. 1206–1215
- Bournon  1216–1218
- Jean de Bernin  1218–1266
- Guy d’Auvergne de Clermont  ca. 1268–1278, Sohn von Guillaume X., Graf von Auvergne (Haus Auvergne)
- Guillaume de Livron (oder de Valence)  1283-ca. 1305
- Briand de Lavieu (Lagnieu)  1306–1317
- Simon d’Archiac 1319–1320,  Kardinal
- Guillaume de Laudun 1321–1327 (danach Erzbischof von Toulouse)
- Bertrand de La Chapelle  1327–1352
- Pierre Bertrand  1352–1362
- Pierre Amiel de Sarcenas  1362–1363 (auch Erzbischof von Neapel)
- Louis de Villars  1363–1377
- Humbert de Montchal  1377–1395
- Thibaud de Rougemont  1395–1405 (auch Erzbischof von Besançon)
- Jean de Nant 1405–1423 (auch Bischof von Paris)
- Jean de Norry 1423–1438
- Geoffroy Vassal  1440–1444 (danach Erzbischof von Lyon)
- Jean Gérard de Poitiers  1448-ca. 1452 (Haus Poitiers-Valentinois)
- Jean du Chastel  1452–1453 (auch Bischof von Nîmes)
- Antoine de Poisieu (Poisieux) 1453–1473, † 1495
- Guy de Poisieu (Poisieux)  1473–1480
- Astorge Aimery 1480–1482
- Ângelo Catho de Supino  1482–1495
- Antoine de Clermont 1496–1506, † 1509 (Haus Clermont-Tonnerre)
- Frédéric de Saint-Severin  1506–1515, Kardinal
- Alexandre de Saint-Severin 1515–1527
- Scaramuccia Trivulzio März bis August 1527
- Pierre Palmier(Paumier) 1528–1554
- Charles de Marillac 1557–1560 (auch Bischof von Vannes)
- Jean de La Brosse 1561–1567 oder 1569
- Vespasien Gribaldi  1569–1575
- Pierre de Villars I. 1576–1587
- Pierre de Villars II.  1587–1598
- Jérôme de Villars  1598–1626
- Pierre de Villars III.  1626–1662
- Henri de Villars  1662–1693
- Armand de Montmorin de Saint-Hérem 1694–1713
- François de Bertons de Crillon 1714–1720
- Henri Oswald de La Tour d’Auvergne  1721–1745
- Christophe de Beaumont du Repaire  1745–1746 (auch Erzbischof von Paris)
- Jean d’Yse de Saléon 1747–1751 (auch Bischof von Rodez)
- Guillaume d’Hugues 1751–1774
- Jacques de Condorcet ? 1754-
- Jean-Georges Lefranc de Pompignan 1774–1789
- Charles François d’Aviau du Bois-de-Sanzay  1790–1801